# Hans Meyer (piłkarz)
Hans Meyer (ur. 3 listopada 1942 w Briesen) – niemiecki piłkarz, a także trener piłkarski.

## Kariera piłkarska
Meyer jako junior grał w zespołach Motor Dietlas, Motor Suhl oraz FC Carl Zeiss Jena, do którego trafił w 1961 roku. W 1963 roku został włączony do jego pierwszej drużyny. W 1968 roku wywalczył z nim mistrzostwo NRD, a w latach 1965, 1966 oraz 1969 wicemistrzostwo NRD. W 1969 roku zakończył karierę.

## Kariera trenerska
Meyer karierę rozpoczął w 1971 roku w FC Carl Zeiss Jena. W ciągu 12 lat wywalczył z tym klubem cztery wicemistrzostwa NRD (1973, 1974, 1975, 1981), dwa Puchary NRD (1974, 1980), a także dotarł z nim do finału Pucharu Zdobywców Pucharów (1981).
Następnie prowadził Rot-Weiß Erfurt, a w 1988 roku został trenerem FC Karl-Marx-Stadt. W 1989 roku dotarł z nim do finału Pucharu NRD, a w 1990 roku wywalczył wicemistrzostwo NRD. W tym samym roku klub zmienił nazwę na Chemnitzer FC. W 1991 roku, po zjednoczeniu Niemiec, wraz z zespołem rozpoczął starty w 2. Bundeslidze. W Chemnitzer pracował do końca sezonu 1992/1993.
Potem Meyer trenował FC Carl Zeiss Jena (2. Bundesliga), 1. FC Union Berlin (Regionalliga) oraz holenderskie FC Twente (Eredivisie). W 1999 roku został szkoleniowcem drugoligowej Borussii Mönchengladbach. W 2001 roku awansował z nią do Bundesligi. Zadebiutował w niej 28 lipca 2001 w wygranym 1:0 meczu z Bayernem Monachium. Borussię prowadził do marca 2003.
Kolejnym klubem Meyera była Hertha BSC (Bundesliga), a także zespół 1. FC Nürnberg (Bundesliga), w którym pracował od listopada 2005. W 2007 roku zdobył z nim Puchar Niemiec, a także zajął 6. miejsce w Bundeslidze, które było jednocześnie jego najwyższym w karierze.
Przed rozpoczęciem sezonu 2008/2009 Meyer ponownie został trenerem Borussii Mönchengladbach, nadal grającej w Bundeslidze. Funkcję tę pełnił do października 2009.